# Já bych všechny ty internety a počítače zakázala
„Já bych všechny ty internety a počítače zakázala“ je výrok, který byl součástí odpovědí na anketní otázku deníku Metro vydaného 17. září 1999 na téma zneužití údajů o sporožirových účtech klientů České spořitelny. Jako autorka výroku byla uvedena Věra Pohlová, 72 let, důchodkyně, ale záhy se objevily zprávy, že si výrok mohli vymyslet nebo přikrášlit sami novináři deníku Metro, což se nikdy nepovedlo potvrdit nebo vyvrátit. Výrok se stal v českém prostředí na internetu i mimo něj velmi slavným a je od té doby v mnoha souvislostech jedním z nejcitovanějších, nejparodovanějších a často parafrázovaných výroků na českém internetu jako symbol mezigeneračních neporozumění či rychlého „vyřešení“ problémů restriktivní cestou.

## Anketa deníku Metro
| „                                  | Tyhle aféry každého jenom otravují. Já bych všechny ty internety a počítače zakázala. | “ |
| — Věra Pohlová, 72 let, důchodkyně |                                                                                       |   |

Anketa týkající se aféry, kdy jednadvacetiletý správce počítačové sítě z pražského výpočetního střediska České spořitelny anonymně po internetu nabízel data o dvou a půl milionech uživatelů sporožirových účtů a těchto účtech, byla otištěna v deníku Metro dne 17. září 1999 na straně 12 v rubrice Můj názor. Byly otištěny názory čtyř lidí, otištěná odpověď Pohlové zněla: „Tyhle aféry každého jenom otravují. Já bych všechny ty internety a počítače zakázala.“ Kromě Věry Pohlové odpovídali ještě Viktor Labuť, Josef Sýkora a Milada Česáková, u všech odpovědí byly umístěny portrétní fotografie.

## Legenda
Tato odpověď se pak v mnoha internetových komunitách začala šířit jako internetový mem a stala se tak jedním z evergreenů českého internetu a symbolem restriktivního přístupu k problémům informační společnosti. Deset let po zveřejnění výroku psaly Novinky.cz, že těžko lze najít výrok o českém internetu, který by více proslul, a že tento byl mnohokrát citován i parodován. Obměněné verze výroku „Já bych všechny ty … zakázala“ se objevují v diskusích o jakýchkoli zákazech či jako recesistické připomenutí nejjednoduššího řešení jakéhokoliv složitého problému.
Novinky.cz a mnohá další média jako jeden z dokladů legendárnosti Věry Pohlové uváděly i to, že se o ní píše na české verzi Wikipedie. Poté, co česká Wikipedie na čas sloučila tuto informaci s několika dalšími, nesouvisejícími případy do souhrnného článku České internetové memy, některá odborná marketingová média i blogeři začali o fenoménech soustředěných do tohoto článku psát jako o internetových memech, přičemž Vojtěch Bednář v Marketing Journalu na příkladu memu Věry Pohlové vysvětluje dva způsoby, jak se dá takový mem využít v marketingu.

## Svědectví údajných příbuzných
Na Facebooku vznikla fanouškovská stránka Věry Pohlové, která v červenci 2013 měla přes 5 500 fanoušků. 27. července 2011 se na této stránce objevila zpráva od údajného vnuka Marka Pohla z Prahy, podle kterého Pohlová den před tím zemřela. Zprávu převzala i některá média, její pravost však nebyla ověřena. 
Dle vyjádření údajného vnuka byl skutečný vztah Věry Pohlové k PC technologiím nakonec pozitivní. Její vnuk tehdy prohlásil: „Rád bych touto cestou řekl všem recesistům, že to byla moc hodná paní, které záleželo na tom, abychom se měli dobře a i když to podle jednoho jediného výroku, který redakce Metra kdysi uveřejnila, nemusí tak vypadat, byla velice pokroková. Počítač jsme doma měli od roku 1996 a když k nám babička přišla na návštěvu, tak s ním také zkoušela pracovat. Později, když už byla upoutaná kvůli cukrovce na lůžko, pořídili jsme jí dokonce notebook, na kterém si četla denní zpravodajství."
2. října 2014 pak server G.cz zveřejnil článek, který na základě výpovědi, jež serveru v září 2014 poskytla uživatelka Facebooku se jménem Vendulka Pohlová, popírá zprávu z července 2011 od údajného vnuka Pohlové. Uživatelka doslova uvedla: „Věra Pohlová zemřela již v březnu 2007 a vnuka jménem Marek Pohl nikdy neměla. Tímto bych chtěla uvést na pravou míru nepravdivou zprávu, uveřejněnou v červenci 2011. Nikdy netrpěla cukrovkou, na počítači nepracovala a zprávy četla pouze v tištěné podobě. Přesto to byla až do své smrti velmi vitální a šarmantní dáma.“

## Výrok jako odraz nátury starší generace
Věra Pohlová se se svým výrokem stala symbolem nedůvěry starší generace k moderním technologiím. Ačkoliv se objevují názory, že tento humor zesměšňuje starou paní, která se nemůže bránit, existuje i názor, že jen „nápaditě paroduje zkratkovité uvažování zastánců starých pořádků a volání po nejjednodušších řešeních“. Redaktor Jiří Bigas z deníku Metro.cz ji přirovnal ke Švejkovi 21. století v sukni a její fiktivní zákaz podle něho „jazykem předlistopadových hlasatelů nastavuje zrcadlo naší vlastní průměrnosti“.
Podle Bohumila Kartouse z Britských listů „legendární výrok jedné české důchodkyně emblematicky popisuje jinak těžko vyjádřitelnou obavu starší generace nad tím, že se najednou ocitla ve světě, nad kterým už nemá kontrolu. Ty internety jsou něčím neznámým, těžko proniknutelným, nepochopitelným a tedy nevítaným.“